# Epicrates cenchria
Espèce
Synonymes
- Boa cenchria Linnaeus, 1758
- Coluber tamachia Scopoli, 1788
- Boa cenchris Gmelin, 1788
- Boa aboma Daudin, 1803
- Boa ternatea Daudin, 1803
- Boa annulifer Daudin, 1803
- Epicrates cenchria gaigei Stull, 1938
- Epicrates cenchria hygrophilus Amaral, 1954

Statut CITES
Epicrates cenchria, appelé Boa arc-en-ciel comme d'autres espèces du genre, est une espèce de serpents de la famille des Boidae.

## Répartition
Cette espèce se rencontre dans la forêt amazonienne et dans la forêt atlantique. Elle est présente en Colombie, au Venezuela, en Guyane, au Suriname, au Guyana, au Brésil, en Bolivie, au Pérou et en Equateur.

## Description
C'est un boa de taille moyenne, qui mesure généralement 130 cm à l'âge adulte, mais pouvant atteindre 190 cm. Epicrates cenchria est brun orangé, marqué d'ocelles noires. Il possède d'impressionnants reflets irisés, à l'origine de l'appellation "boa arc-en-ciel".

## Biologie
Cette espèce habite les forêts tropicales humides. Comme d'autres boidae, il possède des fossettes thermosensibles lui permettant de détecter les animaux à sang-chauds, comme les oiseaux et les mammifères dont ils se nourrit. C'est un serpent vivipare donnant naissance à des petits déjà formés.
Au Royaume-Uni, dans la ville de Portsmouth, un boa femelle, identifié jusque lors comme un mâle, a donné naissance à 14 bébés, ceci sans avoir été en contact avec d'autres individus de son espèce depuis 9 ans. Cet événement imprévu est un cas rare de parthénogenèse dans le monde animal,.

## Taxinomie
Les sous-espèces ont été élevées au rang d'espèce ou synonymisées par Passos & Fernandes, 2008.

## Publication originale
- Linnaeus, 1758 : Systema naturae per regna tria naturae, secundum classes, ordines, genera, species, cum characteribus, differentiis, synonymis, locis, ed. 10 (texte intégral).